# Rudolf Ruf
 (octobre 2018).
Pour les articles homonymes, voir Ruf.
Rudolf Ruf (né le 13 mai 1916 à Bâle et décédé en novembre 2008 à Liestal) est un acteur, homme de théâtre, de cinéma et de télévision suisse.

## Biographie
Après une formation commerciale, Rudolf Ruf suit des cours d'art dramatique et joue dans plusieurs théâtres en Suisse alémanique. Au cinéma et à la télévision, il interprète plusieurs petits rôles dans des productions suisses ainsi que dans quelques productions allemandes et françaises. Rudolf Ruf gère aussi des castings et des aspects de production pour le cinéma et la télévision.
En 2008, ses archives privées concernant le théâtre sont données à la Collection suisse du théâtre (Schweizerische Theatersammlung) à Berne et celles concernant le cinéma sont données à la Cinémathèque suisse. Ces dernières sont riches en documents concernant les films du réalisateur bernois Franz Schnyder, pour lequel Ruf travailla dans les années 1960.